# Vlag van Kalmukkië
De vlag van Kalmukkië bestaat uit een geel veld met in het midden een blauwe cirkel met een lotusbloem. De vlag is in gebruik sinds 30 juli 1993.
De lotus is een symbool van zuiverheid, spirituele herborenheid en vrolijkheid. De vijf opstaande delen symboliseren de continenten; de vier liggende staan voor de vier kwarten van de Aarde. Samen moeten zij de gedachte uitdragen dat de Kalmukken in vrede met de rest van de wereld willen leven. De lotus is ook een traditioneel symbool van het boeddhisme, de overheersende religie in de regio. De blauwe kleur van de cirkel staat voor de lucht, eeuwigheid en stabiliteit. De gele kleur van het veld symboliseert de zon, het volk en het (boeddhistische) geloof. De gele kleur staat voor het volk, hun religieuze overtuigingen en de zon die op de republiek schijnt.
Voor een korte periode (30 oktober 1992 - 30 juli 1993) werd een eerdere vlag gebruikt. Deze bestond uit drie horizontale strepen van blauw, geel en rood in de verhouding 1:2:1; in het midden van de gele streep stond een symbool in rood uit het oude Mongools schrift dat kalmuk betekende. De eerste vlag was gebaseerd op de driekleur van de Don-Kozakken en was ontworpen door P. Bitkeevym.